# The Third Chimpanzee
The Third Chimpanzee es el tercer EP del cantautor Martin Gore, conocido por ser el principal componente del grupo de música electrónica Depeche Mode, el cual fue publicado en enero de 2021.
Fue el primer álbum realizado por Gore tras haber sido introducido al Salón de la Fama del Rock and Roll con Depeche Mode y en plena pandemia de COVID.
Como el anterior material solista de Gore, MG, The Third Chimpanzee es una colección de temas ambient sin vocales, solo experimentación de sonidos electrónicos. Estuvo apoyado por dos sencillos.

## Listado de canciones
| The Third Chimpanzee |                |          |  |
| N.º                  | Título         | Duración |  |
| 1.                   | «Howler»       | 4:53     |  |
| 2.                   | «Mandril»      | 3:59     |  |
| 3.                   | «Capuchin»     | 3:51     |  |
| 4.                   | «Vervet»       | 8:27     |  |
| 5.                   | «Howler's End» | 2:00     |  |